# Bilwis
Bilwis (auch Bilwiß, Bilwiz (mittelhochdeutsch), Belewitte (mittelniederdeutsch), Bihlweise, Bilweis, Willeweis, Bulwechs (männlich), Bulwechsin (weiblich), Bilmesschnitter, Pilwiz, Pilwis, Pilewis, Pilwihten, Pilfas etc.) ist die Bezeichnung für ein mythisches Wesen, das je nach geografischen und historischen Gegebenheiten mal als Naturgeist, mal als Hausgeist und mal als Dämon beschrieben wurde.

## Etymologie
In Deutsche Mythologie (Jacob Grimm) werden auf sechs Seiten Variationen des Namens und Interpretationen des Begriffes von verschiedenen Autoren aufgelistet – und wiederum in Frage gestellt. Mehrere Autoren vermuten – besonders für den Südostteil Deutschlands und im Zusammenhang von bilweichs, bilweichszopf und Weichselzopf – ein „plagendes, schreckendes, Haar und Bart wirrendes, getraide zerschneides Gespenst, meist in weiblicher gestalt“.
 Noch weiter östlich, in Polen, bezeichnet bialowieszczka eine weise Zauberin, weshalb auch Vermutungen über einen slawischen Ursprung angestellt wurden.
Beginnend mit den frühesten Erwähnungen erfolgt bei Grimm bereits die Feststellung, dass  „... die wechselnde Form verräth, dass man das wort schon im 13. 14. jh. nicht mehr verstand;...“ (S. 441).

## Varianten
Geografische und zeitliche Variationen sind (alphabetisch):

Beeldwit, Belewitte (mittelniederdeutsch), Belewitten (niedersächsisch), Bihlweise (Plural: Bihlweisen; Mark Brandenburg), Bilmesschnitter (erweitert; Korndämon), Bilweichs, Bilwechs, Bilweis, Bilwicht, Bilwiht, Bilbze, Bilwis, Bilwiß, Bilwitz (mittelhochdeutsch), Bilwiz, Bulwechs (männlich), Bulwechsin (weiblich), Pelewysen (Plural; 15. Jahrh.), Pelwit, Pilbis, Pilbiszote (erweitert, eine Art Nachtmahr), Pilbiz, Pilewis, Pilfas, Pilnitis, Pilnihts, Pilweise, Pilwith, Pilwis, Pilwit, Pilwiz, Willeweis, Wilwis.

## Elbisches Wesen
Bei Wolfram von Eschenbach ist der Wilwis ein elfisches Wesen, das Menschen mit einem magischen Pfeil, dem „Bilwizschuß“, lähmen kann. An anderer Stelle ist Pilbis/Pilwiz ein elbisches Wesen, das – wie Waldgeister – einen Baum (pilbisbawm) bewohnt und dem man Opfer bringen muss.
Auch diskutiert wurde, dass der Bilwis eine volkstümliche Variante eines älteren germanischen Fruchtbarkeitswesens sei und er wird auch mit den schadenbringenden Kräften des abnehmenden Mondes in Verbindung gebracht. Der Name Bilwis könnte mit Bil zusammenhängen, die ursprünglich eine alte nordische Mondgöttin war.

## Korndämon
In Nordostdeutschland stellt der Bilwis einen wohltätigen Korndämonen der Kornfelder dar, in Bayern hingegen ist er als Bilwes- oder Bilmesschnitter (Vogtland: bilverschnitter) ein schädigender Erntedämon. Durch Rituale (mit Sicheln oder sichelförmigen Werkzeug) konnte der Wirker des Zaubers das betroffene Getreide in seine eigene Scheune leiten und somit dem Besitzer des Feldes erheblichen Schaden zufügen.
Richard Beitl sieht im Bilwis eine volksätiologische Erklärung für die Schneisen und Gänge im Getreidefeld, die durch Wildfraß (Hasen / Rehe) entstehen. Der Bilwis schneidet dabei die Gänge mit Sicheln, die er an den Füßen trägt. Eine solche Schneise wird deshalb als bilbez-/bilwetz-/bilfezschnitt bezeichnet. In Kärnten wird der Bilwis auch als Personifikation des Wirbelwindes angesehen. In einigen Beschreibungen zeigen sich Ähnlichkeiten zur Kinderschreckfigur der Roggenmuhme, um „das meist barfuß gehende Dorfkind vor dem Betreten des Kornfeldes zu warnen“: Der Bilwis schneide den Kindern die Füße ab, oder die Fußsehnen durch.

## Hexe oder Teufelswesen
In der ersten Hälfte des 15. Jahrhunderts erscheint Pelewysen (Plural) als Synonym für Hexen. Auch in schlesischen Sagen in diesem Zeitraum wird Pilweise gleichbedeutend mit Hexe verwendet und in den gesammelten Sagen aus dem Orlagau von Wilhelm Börner (1788–1855) ist die Bezeichnung Bilbze und im Hausbuch des Colerus (Mainz 1656) Bihlweisen für Hexe(n) zu finden.
In Martin von Ambergs Gewissensspiegel, einem Beichtspiegel (1382) wird pilbis in der Bedeutung Teufel verwendet.
Im thüringischen Volksglauben wurde dem Bilmesschnitter ein tödlicher Blick zugeschrieben. Allerdings war sein Blick auch für ihn selbst tödlich, sodass er mit Hilfe eines Spiegels, ähnlich wie Medusa, zu Tode gebracht werden konnte. Eine weitere Art, wie der Bilmesschnitter zu Tode gebracht werden konnte, war die folgende: Eine durch den Bilmesschnitter geschnittene Ähre musste, in vollkommenem schweigen und ohne, dass diese mit dem Träger in Berührung kommt, in ein neuausgehobenes Grab gelegt werden. Würden die eben genannten Bedingungen missachtet, so würde der Träger der Ähre sterben, sobald die Ähren im Boden vergangen wäre.

## Hausgeist
Voetius – und auch andere Autoren – verwenden die Begriffe beeldwit, belwit, pilewiz, bilvitra, bilehvit für gutartige Hausgeister.